# Убийство Юваля Кестельмана
Убийство Юваля Кестельмана произошло во время теракта ХАМАСа на выезде из Иерусалима 30 ноября 2023 года. После того как Юваль Кестельман оказал сопротивление террористам и застрелил одного из них, он был застрелен солдатом ЦАХАЛа, заподозрившим Кестельмана в участии в теракте, несмотря на то, что Кестельман бросил на землю оружие и поднял руки.

## Ход событий
Утром в четверг, 30 ноября 2023 года, в последний день перемирия во время операции «Железные мечи», в 7:38 утра двое террористов прибыли на своём автомобиле из квартала Цур-Бахар в Восточном Иерусалиме и открыли огонь по гражданам, стоявшим на автобусной остановке на выезде из Иерусалима, убив трёх человек, и вернулись в свой автомобиль.
Юваль Кестельман, который ехал на своей машине по другой стороне дороги и направлялся на своё рабочее место в правительственном учреждении, вышел из машины примерно через двадцать секунд после начала инцидента, бросился на террористов и застрелил одного из них. В это время на автобусной остановке, по которой был открыт огонь террористов, находились двое солдат, которые залегли на землю за автобусной остановкой во время теракта; одним из них был Авиад Фриджа, служащий подразделения «Сфар ха-Мидбар» батальона «Левией ха-Бика» пограничных войск Армии обороны Израиля. Солдаты вступили в перестрелку с вторым террористом и застрелили его. Поднявшись на ноги и выйдя из-за остановки, солдаты увидели перед собой Кестельмана, стоявшего с пистолетом около автомобиля террористов, и, приняв его за террориста, открыли по нему огонь .
Кестельман упал на колени, бросил пистолет, поднял руки и крикнул не стрелять в него, так как он израильтянин, а затем расстегнул куртку, чтобы показать, что на нём нет пояса шахида, и бросил в сторону солдат свой бумажник, чтобы они проверили его удостоверения и убедились в его личности. Однако Фриджа приблизился к Кестельману и выстрелил в него, смертельно его ранив. После этого Кестельман несколько минут лежал раненый на дороге, медицинской помощи ему не оказали. Смерть Кестельмана констатировали в больнице.

## Жертва
Юваль Дорон Кестельман, 38 лет, житель Мевасерет-Циона, прошёл службу в МАГАВе и полиции, а затем окончил юридический факультет и работал адвокатом в Управлении государственной службы. Во время войны с ХАМАСом в 2023 году был призван на резервистскую службу, где провёл несколько недель.

## После происшествия
После происшествия, ещё до того, как стало известно, что человек, которого застрелил Фриджа, был израильтянином, журналист Инон Магаль взял интервью у Фриджи. Солдат сказал: «Я оказался не в то время в нужном месте, но все солдаты ЦАХАЛа жаждут сделать „икс“, как вы думаете?… Мы стреляли, пока он не упал».
Инцидент послужил основанием для возобновления критики против подразделения «Сфар ха-Мидбар» и обсуждения пригодности его кадров для армейской службы с учётом факта, что костяк служащих в подразделении составляют выходцы из радикальной среды «Молодёжи холмов», одним из которых является и Фриджа.
Полиция Израиля и ШАБАК расследуют обстоятельства нападения, а Армия обороны Израиля присоединилась к расследованию, чтобы выяснить обстоятельства стрельбы по Кестельману.

## Резонанс
После инцидента были опубликованы видеоролики, на которых Юваль Кестельман умоляет сохранить ему жизнь и уточняет, что он не террорист, но, несмотря на всё это, солдат продолжал стрелять в него, пока тот не получил смертельное ранение, от которого так и не оправился. Эти публикации вызвали острую общественную дискуссию вокруг инцидента, его семья заявила, что случайной стрельбы здесь не было и солдату следует предъявить обвинения.
Некоторые воспользовались данным случаем для критики политики раздачи оружия гражданскому населению, которую начали после начала войны Израиля с ХАМАСом, отметив, что это может вызвать аналогичные катастрофы. В ответ было заявлено, что причастные к данному инциденту имели право на оружие ещё до расширения данного права во время войны, поскольку стрелки были боевыми резервистами, которые обычно носят оружие. Юваль Кестельман также владел оружием, будучи бывшим полицейским, ещё до войны.
Премьер-министр Биньямин Нетаньяху в ответ заявил, что распространение оружия может стать причиной таких случаев, и «такова жизнь», и что присутствие вооружённых граждан спасает ситуацию.
Утверждается, что убийство Юваля Кестельмана было вызвано поведением стрелка, который, очевидно, не подчинился закону и инструкциям по открытию огня. Депутат Кнессета Альмог Коэн заявил, что в мероприятиях по обеспечению безопасности такого типа трудно полностью предотвратить случаи огня по своим.